# Ejecución sin juicio bajo los reyes moros de Granada

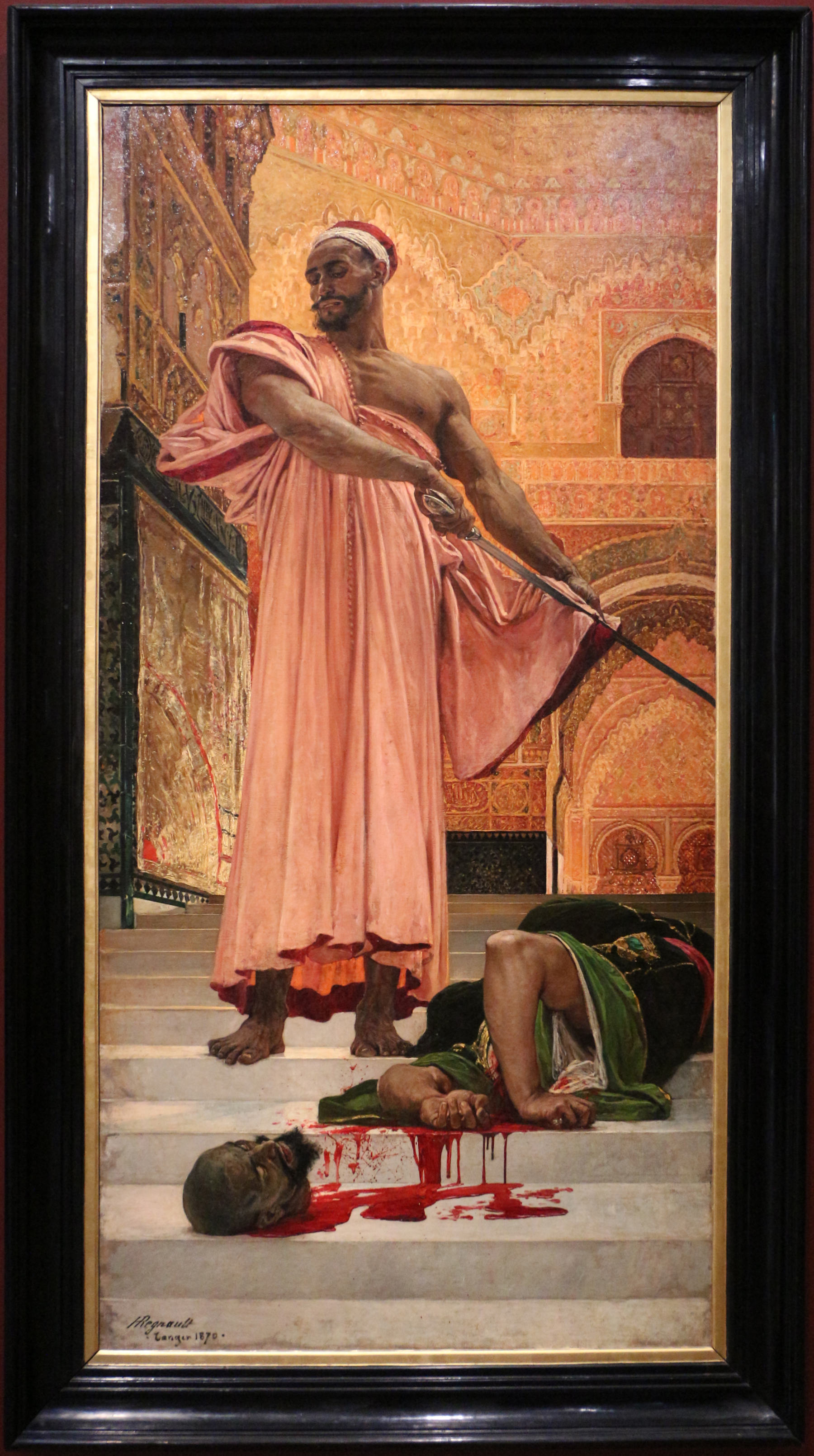
Ejecución sumaria bajo los reyes moros de Granada.

Ejecución sumaria bajo los reyes moros de Granada o Ejecución sin juicio bajo los reyes moros de Granada (en francés: Exécution sans jugement sous les rois maures de Grenade) es un óleo sobre lienzo de gran formato de Henri Regnault. Completado en 1870, fue adquirido por el estado de los herederos de Regnault para exhibirlo en el Museo de Luxemburgo. Actualmente se encuentra en la colección del Museo de Orsay. Un estudio para la figura del verdugo también se encuentra en las colecciones del Museo Británico.

## Descripción
El tema es una escena de decapitación que tiene lugar en un entorno arquitectónico basado en la Alhambra, bañado por el resplandor del atardecer. Un verdugo negro está de pie en un tramo de escaleras de mármol, limpiando tranquilamente la sangre de su cimitarra después de derribar a su víctima. La brillantez de los colores contrasta con lo repulsivo del tema. El ángulo bajo en el que se representa la escena, colocando efectivamente al espectador a los pies del verdugo, le da a su figura de tamaño natural una presencia imponente. Su distanciamiento emocional y su gesto relajado contrastan con el espantoso primer plano en el que la sangre corre por los escalones desde el cuerpo sin vida caído a sus pies hasta su cabeza recién cortada.
La fascinación por los castigos arbitrarios llevados a cabo en escenarios de gran esplendor lejos de Europa fue un tema común de las pinturas orientalistas. El poder de estas obras se basó en el contraste entre lo representado y las ideas europeas contemporáneas sobre la reducción del alcance y la barbarie de la ejecución judicial, haciendo así que la representación del acto sea a la vez emocionante y aterradora. También formaban parte de una tendencia más amplia en el arte orientalista de elegir temas inquietantes, como mercados de esclavos o actos de violencia, y presentarlos en un estilo que era a la vez "real" y escapista.
A finales del siglo XIX, el cuerpo masculino norteafricano se convirtió en objeto de fascinación homoerótica para algunos europeos. Un toque de homoerotismo subyace a la elegante y musculosa figura del verdugo, sugiriendo fascinación y amenaza.

## Estilo y técnica
En términos técnicos, existe un contraste extremo entre la representación meticulosamente detallada del interior arquitectónico en el fondo y el espantoso realismo de los regueros de sangre en el primer plano. El asistente en el estudio de Regnault, Clairin, informó que literalmente arrojó la pintura roja al lienzo para obtener un efecto completamente natural. También hay una tensión entre el detallismo "hiperreal" del escenario y las figuras -Regnault hizo bocetos extensos y detallados en preparación para el trabajo, además de trabajar a partir de fotografías de los motivos arquitectónicos- y el mundo ficticio y fantástico representado en la escena, inspirada en la leyenda de los Abencerrajes. El mismo Regnault describió la pintura como mostrando "la civilización más rica y la crueldad más aguda coexistiendo en un esplendor titánico y espantoso".

## Historia
La pintura fue el tercero de sus envíos anuales de Regnault a París después de ganar el Premio de Roma y es posiblemente la obra más célebre de Regnault. Pintada en Tánger, se exhibió por primera vez póstumamente, debido a la prematura muerte del artista en enero en la guerra franco-prusiana, entre 'Los envíos de Roma' en la Escuela de Bellas Artes de París en 1871. Ha sido exhibida en préstamo muchas veces:
- 1871 - Los envíos de Roma - Ecole nationale supérieure des Beaux-Arts - París
- 1871-74 - Exposición Internacional - Londres
- 1873 - Exposición Internacional - Viena
- 1874 - Museo de Luxemburgo - París
- 1878 - Exposición Universal - París
- 1974 - Grand Palais - París
- 1978-79 - Autour de quelques oeuvres du Second Empire, Palais de Tokyo, París
- 1991-92 - Henri Regnault (1843-1871), Musée des Avelines, Saint-Cloud
- 1997 - Les peintres français et l'Espagne de Delacroix à Manet, Museo Goya, Castres
- 2011 - El genio de l'Orient. L'Europe moderne et les arts de l'Islam, Museo de Bellas Artes de Lyon

## Recepción de la crítica
Roger Marx escribió que Regnault a menudo se sentía atraído, mientras estaba en Roma, hacia lo inusual y lo extraño, como la decapitación en Perseo con la cabeza de Medusa de Benvenuto Cellini. También comentó desfavorablemente la falta de simpatía o piedad de la pintura.
Henry Roujon admiraba su virtuosismo técnico y el uso del color, pero, al igual que Marx, deploraba lo que consideraba el horror gratuito del tema, representado sin "emoción, angustia o piedad". Gustave Geffroy lo consideró “vulgarmente melodramático”.
La opinión de John Charles Van Dyke era que “a la gente le gusta la escena de la ejecución de Regnault, no por su color y manejo, sino porque insinúa una historia espantosa, y les gustan los monos humanizados, no por su calidad pictórica, sino porque son graciosos”.